# Johnny Hines
Johnny Hines, nato John F. Hines (Golden, 25 luglio 1895 – Los Angeles, 24 ottobre 1970), è stato un attore, regista e sceneggiatore statunitense.
Era fratello del regista Charles Hines.

## Filmografia

### Attore
- Lincoln, the Lover, regia di Ralph Ince - cortometraggio (1914)
- Miser Murray's Wedding Present, regia di Van Dyke Brooke - cortometraggio (1914)
- Man of the Hour, regia di Maurice Tourneur (1914)
- The Wishing Ring: An Idyll of Old England, regia di Maurice Tourneur (1914)
- As Ye Sow, regia di Frank Hall Crane (1914)
- Alias Jimmy Valentine, regia di Maurice Tourneur (1915)
- The Arrival of Perpetua, regia di Émile Chautard (1915)
- The Little Miss Brown, regia di James Young (1915)
- The Cub, regia di Maurice Tourneur (1915)
- The Family Cupboard, regia di Frank Hall Crane (1915)
- A Butterfly on the Wheel, regia di Maurice Tourneur (1915)
- The Gray Mask, regia di Frank Hall Crane (1915)
- A Price for Folly, regia di George D. Baker (1916)
- Pawn of Fate, regia di Maurice Tourneur (1915)
- The Weakness of Man, regia di Barry O'Neil (1916)
- Miss Petticoats, regia di Harley Knoles (1916)
- All Man, regia di Émile Chautard (1916)
- Merely Players, regia di Oscar Apfel (1918)
- The Power and the Glory, regia di Lawrence C. Windom (1918)
- Heart of Gold, regia di Travers Vale (1919)
- The Little Intruder, regia di Oscar Apfel (1919)
- Burn 'Em Up Barnes, regia di George Beranger (1921)
- Derby d'amore (Little Johnny Jones), regia di Johnny Hines e Arthur Rosson (1923)
- Conductor 1492, regia di Frank Griffin, Charles Hines (1924)
- The Speed Spook, regia di Charles Hines (1924)
- Giovanotto mi piacete (The Early Bird), regia di Charles Hines (1925)
- The Crackerjack, regia di Charles Hines (1925)
- The Live Wire, regia di Charles Hines (1925)
- Rainbow Riley, regia di Charles Hines (1926)
- The Brown Derby, regia di Charles Hines (1926)
- Home Made, regia di Charles Hines  (1927)

### Regista
- Derby d'amore (Little Johnny Jones), co-regia di Arthur Rosson (1923)